# Plötzlicher und später Hörverlust
Plötzlicher und später Hörverlust sind zwei Formen der Gehörlosigkeit, die bei zuvor hörenden Menschen auftreten. Sie werden auch zusammenfassend als postlinguale Taubheit bezeichnet.
Unter plötzlicher Taubheit versteht man das Ertauben innerhalb eines relativ kurzen Zeitraums. Wenn jemand nach einer Phase zunehmenden Hörverlusts allmählich ertaubt, spricht man von einer späten Taubheit. Allerdings sind plötzliche und späte Taubheit nicht dasselbe wie altersbedingter Hörverlust. Plötzliche oder schleichende Taubheit kann jeden in jedem Alter treffen.

## Plötzliche Taubheit
Auslöser einer plötzlichen Taubheit können Erkrankungen (z. B. eine Meningitis oder ein zerebrales Schwannom), eine Virusinfektion, eine Arzneimittelvergiftung (bestimmte Antibiotika), Borreliose, ein Verkehrsunfall, ein Sturz die Treppe herunter oder Lärm sein. Es kann auch während oder nach dem Gerätetauchen oder Drucklufttauchen auftreten. Doch oft ist die Ursache für plötzlichen Hörverlust unbekannt. Der plötzliche oder relativ kurzfristige Verlust des gesamten Gehörs ist eine traumatische Erfahrung. Viele Menschen, die plötzlich taub sind, kämpfen daher nicht nur mit praktischen Problemen (sie müssen die Kommunikation wieder vollständig erlernen), sondern auch mit psychischen Problemen. Sie können sogar sozial isoliert werden.

## Späte Taubheit
Bei später Taubheit können erbliche Faktoren (fortschreitender Hörverlust) eine Rolle spielen.
Eine plötzliche oder späte Taubheit kann auch die Folge eines Tumors sein (z. B. ein Kleinhirnbrückenwinkeltumor am Hörnerv infolge einer NF2).
Eine dritte Ursache für späte Taubheit kann eine längere Belastung durch übermäßig laute Geräusche (wie etwa Discomusik oder ein Presslufthammer) ohne ausreichenden Gehörschutz sein. Man spricht auch von lärmbedingtem Hörverlust.
Gehörschäden treten bei Schalldruckpegeln über 80 dB(A) auf und sind erst lange nach der Belastung spürbar. Bei Lärmpegeln über 100 dB(A) kann es sogar zu akuten Hörschäden kommen.